# 村野藤吾
村野 藤吾（むらの とうご、1891年（明治25年）5月15日 - 1984年（昭和59年）11月26日）は、日本の建築家。日本建築家協会会長、イギリス王立建築学会名誉会員、アメリカ建築家協会名誉会員。

## 略歴
佐賀県東松浦郡満島村（現・唐津市）で代々船問屋を営む家の一男第三子として生まれた。生後すぐから12歳頃まで乳母の元に預けられ、その後両親の住む福岡県遠賀郡八幡村（北九州市八幡東区 ）で育った。
1910年、小倉工業学校（現小倉工業高校）機械科を卒業後、八幡製鐵所に入社。1911年から2年間にわたる従軍中、学問に興味を持ち、東京京橋の石材屋に弟と下宿する。1913年、早稲田大学大学部理工科電気工学科に入学。しかし、自分には向かないと考え、1915年、同大建築学科へ転学。27歳で卒業した。
1918年、渡辺節建築事務所に入所。日本興業銀行本店、ダイビル本館、綿業会館等の設計に携わった。渡辺からは、建築に費用を惜しまないことが客を呼び、ひいては施主の利益になることを叩き込まれる。1929年、渡辺節建築事務所を退所し、村野建築事務所開設。日中戦争・第二次世界大戦中は実作の機会は少なく、不遇の時期を過ごすも経済学に関心を深め、戦時中からカール・マルクスの資本論を愛読するようになった。
1949年、村野・森建築事務所に改称。1955年、日本芸術院会員。1967年、文化勲章受章。日本芸術院賞、日本建築学会賞など受賞多数。
1955年完成の八幡図書館（2016年解体）では鉱滓を混ぜたレンガ、1958年完成の八幡市民会館では鉄さびを連想させる赤い色調のタイルを使用しており、鉄の街で育った村野の感性によるものと評価されている。
代表作の一つ、日生劇場（1963年築）は花崗岩で仕上げた古典主義的な外観やアコヤ貝を使った幻想的な内部空間などが、当時の主流であったモダニズム建築の立場から「反動的」といった批判も受けた。1968年からは迎賓館本館（旧赤坂離宮）の改修も手がけた。また、村野は和風建築の設計にも手腕を発揮し、戦後の数寄屋建築の傑作として知られる佳水園なども設計した。
宝塚市清荒神に居住し大阪を拠点に創作活動を行い、建築批評界では丹下健三とよく比較された。90歳を超えても創作意欲は落ちず、死の前日まで仕事をしていた。
2005年に宇部市渡辺翁記念会館（1937年築）が村野の作品として初めて国の重要文化財に指定された。翌2006年、世界平和記念聖堂（1953年築）が、丹下健三の広島平和記念資料館（1955年築）とともに、戦後建築としては初めて重要文化財（建造物）に指定された。
2024年は村野藤吾の没後40年にあたり、八ヶ岳美術館にて建築展「建築家 村野藤吾と八ヶ岳美術館」が4月1日から開催された。

## 受賞・栄典
- 1953年 - 日本芸術院賞
- 1953年 - 日本建築学会賞作品賞（丸栄百貨店）
- 1955年 - 日本建築学会賞作品賞（世界平和記念聖堂）
- 1958年 - 藍綬褒章
- 1964年 - 日本建築学会賞作品賞（日本生命日比谷ビル）
- 1967年 - 文化勲章、文化功労者
- 1970年 - アメリカ建築家協会（AIA）名誉会員
- 1972年 - 日本建築学会建築大賞（箱根樹木園休息所）、大聖グレゴリウス勲章
- 1973年 - 早稲田大学名誉博士号
- 1977年 - 毎日芸術賞（小山敬三美術館）
- 1980年 - 明治村賞

## 作品
| \| 名称 \| 年 \| 所在地 \| 状態 \| 指定 \| 備考 \| \| --------------------------------------------------- \| ------- \| -------------------- \| -------- \| -------------- \| -------------------------------------------------------------------------------- \| \| 日本基督教団南大阪教会塔屋 \| 1928年 \| 大阪市阿倍野区 \| \| \| \| \| あやめ池温泉場 \| 1929年 \| 奈良県奈良市 \| 現存せず \| \| \| \| 森五商店東京支店 \| 1931年 \| 東京都中央区 \| \| \| 現 近三ビルヂング \| \| 大丸神戸店員寄宿舎・同舎監の家 \| 1931年 \| 兵庫県神戸市 \| 現存せず \| \| \| \| 近江帆布三瓶工場 \| 1931年 \| 愛媛県西予市 \| 現存せず \| \| \| \| 大阪パンション \| 1932年 \| 大阪市西成区 \| 現存せず \| \| \| \| 加能合同銀行本店 \| 1932年 \| 石川県金沢市 \| \| \| 現 北國銀行武蔵ヶ辻支店 \| \| 中島商店 \| 1932年 \| 石川県金沢市 \| \| \| \| \| キャバレー赤玉 \| 1933年 \| 大阪市中央区 \| 現存せず \| \| \| \| 中山悦郎邸 \| 1934年 \| 兵庫県芦屋市 \| \| \| \| \| ドイツ文化研究所 \| 1934年 \| 京都市左京区 \| 現存せず \| \| \| \| 中山製鋼所事務所 \| 1935年 \| 大阪市大正区 \| 一部現存 \| \| 現・中山製鋼所総合管理センター \| \| そごう大阪店 \| 1935年 \| 大阪市中央区 \| 現存せず \| \| \| \| 中村健太郎法律経済事務所 \| 1936年 \| 大阪市中央区 \| \| \| 現・中村健法律事務所 \| \| 大丸神戸店 \| 1936年 \| 兵庫県神戸市 \| 現存せず \| \| \| \| 谷口病院 \| 1936年 \| 大阪府 \| 現存せず \| \| \| \| 近鉄本社旧社屋 \| 1936年 \| 大阪市天王寺区 \| 現存せず \| \| \| \| 宇部市渡辺翁記念会館 \| 1937年 \| 山口県宇部市 \| \| 重要文化財 \| \| \| 叡山ホテル \| 1937年 \| 京都市左京区 \| 現存せず \| \| 海軍将校倶楽部（鈴鹿市）に移築後、志摩観光ホテル東館（現・The Club）に再度移築 \| \| 大阪商船高砂丸 \| 1937年 \| \| 現存せず \| \| \| \| 大阪商船浮島丸 \| 1937年 \| \| 現存せず \| \| \| \| 大庄村役場 \| 1938年 \| 兵庫県尼崎市 \| \| 登録有形文化財 \| 現 尼崎市立大庄公民館 \| \| 宇部銀行本店 \| 1939年 \| 山口県宇部市 \| \| \| 現 旧宇部銀行館 \| \| 大阪商船あるぜんちな丸 \| 1939年 \| \| 現存せず \| \| \| \| 大阪商船ぶら志゛る丸 \| 1939年 \| \| 現存せず \| \| \| \| 橿原神宮駅舎 \| 1940年 \| 奈良県橿原市 \| \| \| 現 橿原神宮前駅 \| \| 中山半邸 \| 1940年 \| 兵庫県神戸市 \| 現存せず \| \| \| \| 中橋武一邸 \| 1940年 \| 大阪市天王寺区 \| 現存せず \| \| \| \| 大阪商船報国丸 \| 1940年 \| \| 現存せず \| \| \| \| 中林仁一郎邸 \| 1941年 \| 京都市東山区 \| 現存せず \| \| \| \| 八幡製鉄所ロール加工工場[5] \| 1941年 \| 福岡県北九州市戸畑区 \| \| \| \| \| 宇部窒素工業事務所 \| 1942年 \| 山口県宇部市 \| \| \| 現・宇部興産宇部ケミカル工場事務所 \| \| 村野自邸 \| 1942年 \| 兵庫県宝塚市 \| 現存せず \| \| \| \| 大阪商船護国丸 \| 1942年 \| \| 現存せず \| \| \| \| 海軍将校倶楽部 \| 1943年 \| 三重県鈴鹿市 \| 現存せず \| \| 叡山ホテルを移築。その後志摩観光ホテル 東館（現・The Club）に再度移築 \| \| そごう難波店 \| 1946年 \| 大阪市中央区 \| 現存せず \| \| \| \| 牧野山の家 \| 1946年 \| 滋賀県高島市 \| 現存せず \| \| \| \| 食品市場そごう阿倍野店 \| 1947年 \| 大阪市阿倍野区 \| 現存せず \| \| \| \| 観光ホテル丸栄・丸栄ピカデリー劇場 \| 1949年 \| 愛知県名古屋市 \| 現存せず \| \| \| \| 公楽会館 \| 1949年 \| 京都市下京区 \| 現存せず \| \| \| \| 近畿映画アポロ劇場 \| 1950年 \| 大阪市阿倍野区 \| 現存せず \| \| 跡地にアポロビルを建設 \| \| やまとやしき百貨店 \| 1951年 \| 兵庫県姫路市 \| 現存せず \| \| ヤマトヤシキ姫路店、1951年―1975年 \| \| 志摩観光ホテル \| 1951年- \| 三重県志摩市 \| \| \| 東館1951年、西館1960年、本館1969年、 宴会棟1983年 \| \| 髙島屋東京店増築 \| 1952年 \| 東京都中央区 \| \| 重要文化財 \| \| \| 宇部興産中央研究所 \| 1952年 \| 山口県宇部市 \| \| \| \| \| 丸栄本館増築 \| 1953年 \| 愛知県名古屋市 \| 現存せず \| \| 2018年解体 \| \| フジカワ画廊 \| 1953年 \| 大阪市中央区 \| \| \| 現 フジカワビル \| \| 南都銀行本店増築 \| 1953年 \| 奈良県奈良市 \| \| \| \| \| 世界平和記念聖堂 \| 1954年 \| 広島市中区 \| \| 重要文化財 \| \| \| 関西大学 第一学舎・簡文館 \| 1955年 \| 大阪府吹田市 \| \| 登録有形文化財 \| 現 関西大学博物館 \| \| 八幡市立図書館 \| 1955年 \| 福岡県北九州市 \| 現存せず \| \| 2016年解体[3] \| \| ドウトン \| 1955年 \| 大阪市中央区 \| \| \| 現コムラードドウトンビル \| \| 心斎橋プランタン \| 1956年 \| 大阪市中央区 \| 現存せず \| \| \| \| 神戸新聞会館 \| 1956年 \| 兵庫県神戸市 \| 現存せず \| \| 阪神淡路大震災で倒壊 \| \| 富田屋 \| 1957年 \| 京都市右京区 \| \| \| 当初の建設地の大阪市南区から移築された。現 湯豆腐 嵯峨野 \| \| 読売会館 \| 1957年 \| 東京都千代田区 \| \| \| 現 ビックカメラ有楽町店本館 \| \| 東京丸物 \| 1957年 \| 東京都豊島区 \| \| \| 現・池袋パルコ \| \| 新歌舞伎座 \| 1958年 \| 大阪市中央区 \| 現存せず \| \| 2015年解体。跡地に意匠を継承させた複合施設 ホテルロイヤルクラシック大阪を建設[6] \| \| 八幡市民会館 \| 1958年 \| 福岡県北九州市 \| \| \| \| \| 米子市公会堂 \| 1958年 \| 鳥取県米子市 \| \| \| \| \| 旧横浜市庁舎 \| 1959年 \| 神奈川県横浜市 \| \| \| \| \| 佳水園 \| 1959年 \| 京都市東山区 \| \| \| 現 ウェスティン都ホテル京都 和風別館 \| \| 小倉市民会館 \| 1959年 \| 福岡県北九州市 \| 現存せず \| \| \| \| 泉州銀行本店 \| 1959年 \| 大阪府岸和田市 \| \| \| 現・池田泉州銀行泉州営業部 \| \| 高木産業ビル \| 1959年 \| 大阪市中央区 \| \| \| \| \| 輸出繊維会館 \| 1960年 \| 大阪市中央区 \| \| \| \| \| 都ホテル新館 \| 1960年 \| 京都市東山区 \| \| \| 現・ウェスティン都ホテル京都・本館 \| \| 港北区総合庁舎 \| 1960年 \| 神奈川県横浜市 \| \| \| 現・横浜市立港北図書館[7] \| \| 尼崎市庁舎 \| 1962年 \| 兵庫県尼崎市 \| \| \| \| \| 関西大学 特別講堂 \| 1962年 \| 大阪府吹田市 \| \| \| 現・関西大学KUシンフォニーホール \| \| 早稲田大学文学部校舎 \| 1962年 \| 東京都新宿区 \| \| \| 33号館は現存せず、31・32号館は現存 \| \| 森田ビルディング \| 1962年 \| 大阪市中央区 \| \| \| \| \| 新梅ヶ枝ビル \| 1962年 \| 大阪市北区 \| \| \| 現・第一住建梅ヶ枝ビル \| \| 日本生命日比谷ビル \| 1963年 \| 東京都千代田区 \| \| \| 日生劇場 \| \| 熊本市水道局 \| 1963年 \| 熊本県熊本市 \| 現存せず \| \| \| \| 高知県知事公邸 \| 1963年 \| 高知県高知市 \| \| \| \| \| 梅田換気塔 \| 1963年 \| 大阪市北区 \| \| \| \| \| 横浜市立大学 \| 1963年 \| 神奈川県横浜市 \| \| \| \| \| 名古屋都ホテル \| 1963年 \| 愛知県名古屋市 \| 現存せず \| \| \| \| 関西大学円神館 \| 1964年 \| 大阪府吹田市 \| \| \| \| \| 甲南女子大学 \| 1964年 \| 兵庫県神戸市 \| \| 登録有形文化財 \| \| \| 千里南センタービル \| 1964年 \| 大阪府吹田市 \| 現存せず \| \| \| \| 佐伯勇邸 \| 1964年 \| 奈良県奈良市 \| \| \| 現・松伯美術館の一部[注釈 1] \| \| 浪花組本社ビル \| 1964年 \| 大阪市中央区 \| \| \| \| \| カトリック宝塚教会 \| 1965年 \| 兵庫県宝塚市 \| \| \| \| \| 千代田生命保険本社ビル \| 1966年 \| 東京都目黒区 \| \| \| 現・目黒区総合庁舎 \| \| 清原東京支店 \| 1967年 \| 東京都千代田区 \| \| \| \| \| 大阪ビルヂング（八重洲口） \| 1967年 \| 東京都中央区 \| \| \| 現・八重洲ダイビル \| \| 甲南女子中学校・高等学校 \| 1968年 \| 兵庫県神戸市 \| \| 登録有形文化財 \| \| \| 桜井寺 \| 1968年 \| 奈良県五條市 \| \| \| \| \| シトー会西宮の聖母修道院 （西宮トラピスチヌ修道院） \| 1969年 \| 兵庫県西宮市 \| \| \| \| \| 近畿日本鉄道新本社ビル \| 1969年 \| 大阪市天王寺区 \| \| \| \| \| 賢島駅駅舎 \| 1970年 \| 三重県志摩市 \| \| \| \| \| 日本ルーテル神学大学 \| 1970年 \| 東京都三鷹市 \| \| \| 現・ルーテル学院大学 \| \| 兵庫県立近代美術館 \| 1970年 \| 兵庫県神戸市 \| \| \| 現・兵庫県立美術館 原田の森ギャラリー \| \| 帝国ホテル茶室 - 東光庵 \| 1970年 \| 東京都千代田区 \| \| \| \| \| 箱根樹木園休息所 \| 1971年 \| 神奈川県箱根町 \| \| \| \| \| 北九州八幡信用金庫本店 \| 1971年 \| 福岡県北九州市 \| \| \| 現 福岡ひびき信用金庫本店[3] \| \| アポロビル \| 1972年 \| 大阪市阿倍野区 \| \| \| 旧・アポロ劇場の建て替え \| \| 高輪プリンスホテル貴賓館 改修 \| 1972年 \| 東京都港区 \| \| \| 旧 竹田宮邸 \| \| 迎賓館本館 改修 \| 1974年 \| 東京都港区 \| \| \| 旧 赤坂離宮 \| \| 日本興業銀行本店 \| 1974年 \| 東京都千代田区 \| 現存せず \| \| みずほ銀行前本店ビル \| \| 西山記念会館 \| 1975年 \| 兵庫県神戸市 \| 現存せず \| \| \| \| 小諸市立小山敬三美術館 \| 1975年 \| 長野県小諸市 \| \| \| \| \| 新・都ホテル \| 1975年 \| 京都市南区 \| \| \| 現・都ホテル 京都八条本館 \| \| 麹町ダイビル \| 1976年 \| 東京都千代田区 \| \| \| \| \| 常陸宮邸 \| 1976年 \| 東京都渋谷区 \| \| \| \| \| 箱根プリンスホテル \| 1978年 \| 神奈川県箱根町 \| \| \| 現・ザ・プリンス箱根芦ノ湖、2010年日本建築家協会25年賞 \| \| 千里市民センター \| 1978年 \| 大阪府吹田市 \| 現存せず \| \| \| \| 都ホテル東京 \| 1979年 \| 東京都港区 \| \| \| 現・シェラトン都ホテル東京（内装のみ[注釈 2]） \| \| 松寿荘 \| 1979年 \| 東京都港区 \| 現存せず \| \| 出光興産ゲストハウス \| \| 八ヶ岳美術館 \| 1979年 \| 長野県原村 \| \| \| 2010年日本建築家協会25年賞 \| \| 宝塚市庁舎 \| 1980年 \| 兵庫県宝塚市 \| \| \| \| \| 南部ビルディング \| 1980年 \| 東京都千代田区 \| \| \| \| \| 黒田電機名古屋支社 \| 1981年 \| 愛知県名古屋市 \| \| \| \| \| 新高輪プリンスホテル \| 1982年 \| 東京都港区 \| \| \| 現・グランドプリンスホテル新高輪 \| \| 谷村美術館 \| 1983年 \| 新潟県糸魚川市 \| \| \| \| \| 宇部興産ビル \| 1983年 \| 山口県宇部市 \| \| \| ANAクラウンプラザホテル宇部 \| \| 内幸町大阪ビルヂング \| 1983年 \| 東京都千代田区 \| \| \| 現・内幸町ダイビル \| \| 都ホテル大阪 \| 1985年 \| 大阪市天王寺区 \| \| \| 現・シェラトン都ホテル大阪 \| \| 京都宝ヶ池プリンスホテル \| 1986年 \| 京都市左京区 \| \| \| 現・ザ・プリンス 京都宝ヶ池 \| \| 三養荘新館 \| 1988年 \| 静岡県伊豆の国市 \| \| \| \| \| 天寿園 瞑想館 \| 1988年 \| 新潟県新潟市 \| \| \| \| \| 阿部野橋ターミナルビル \| 1988年 \| 大阪市阿倍野区 \| [注釈 3] \| \| \| \| 横浜プリンスホテル \| 1990年 \| 神奈川県横浜市 \| 現存せず \| \| \| | 主な作品・外観画像 そごう大阪店 1935橿原神宮駅舎 1940丸栄本店 1953広島世界平和記念聖堂 1953読売会館 1957新歌舞伎座 1958 横浜市庁舎 1959ウェスティン都ホテル・本館 1960日生劇場 1963目黒区総合庁舎（旧千代田生命保険本社） 1966旧兵庫県立近代美術館 1970西山記念会館 1975麹町ダイビル 1976 宝塚市庁舎 1980シェラトン都ホテル大阪 1985宇部興産ビル 1983ザ・プリンス 京都宝ヶ池（旧京都宝ヶ池プリンスホテル） 1986天寿園 瞑想館 1988横浜プリンスホテル 1990泉州銀行本店 1959 |                      |            |                |                                                                                |
| 名称 | 年 | 所在地               | 状態       | 指定           | 備考                                                                           |
| 日本基督教団南大阪教会塔屋 | 1928年 | 大阪市阿倍野区       |            |                |                                                                                |
| あやめ池温泉場 | 1929年 | 奈良県奈良市         | 現存せず   |                |                                                                                |
| 森五商店東京支店 | 1931年 | 東京都中央区         |            |                | 現 近三ビルヂング                                                              |
| 大丸神戸店員寄宿舎・同舎監の家 | 1931年 | 兵庫県神戸市         | 現存せず   |                |                                                                                |
| 近江帆布三瓶工場 | 1931年 | 愛媛県西予市         | 現存せず   |                |                                                                                |
| 大阪パンション | 1932年 | 大阪市西成区         | 現存せず   |                |                                                                                |
| 加能合同銀行本店 | 1932年 | 石川県金沢市         |            |                | 現 北國銀行武蔵ヶ辻支店                                                        |
| 中島商店 | 1932年 | 石川県金沢市         |            |                |                                                                                |
| キャバレー赤玉 | 1933年 | 大阪市中央区         | 現存せず   |                |                                                                                |
| 中山悦郎邸 | 1934年 | 兵庫県芦屋市         |            |                |                                                                                |
| ドイツ文化研究所 | 1934年 | 京都市左京区         | 現存せず   |                |                                                                                |
| 中山製鋼所事務所 | 1935年 | 大阪市大正区         | 一部現存   |                | 現・中山製鋼所総合管理センター                                                 |
| そごう大阪店 | 1935年 | 大阪市中央区         | 現存せず   |                |                                                                                |
| 中村健太郎法律経済事務所 | 1936年 | 大阪市中央区         |            |                | 現・中村健法律事務所                                                           |
| 大丸神戸店 | 1936年 | 兵庫県神戸市         | 現存せず   |                |                                                                                |
| 谷口病院 | 1936年 | 大阪府               | 現存せず   |                |                                                                                |
| 近鉄本社旧社屋 | 1936年 | 大阪市天王寺区       | 現存せず   |                |                                                                                |
| 宇部市渡辺翁記念会館 | 1937年 | 山口県宇部市         |            | 重要文化財     |                                                                                |
| 叡山ホテル | 1937年 | 京都市左京区         | 現存せず   |                | 海軍将校倶楽部（鈴鹿市）に移築後、志摩観光ホテル東館（現・The Club）に再度移築 |
| 大阪商船高砂丸 | 1937年 |                      | 現存せず   |                |                                                                                |
| 大阪商船浮島丸 | 1937年 |                      | 現存せず   |                |                                                                                |
| 大庄村役場 | 1938年 | 兵庫県尼崎市         |            | 登録有形文化財 | 現 尼崎市立大庄公民館                                                          |
| 宇部銀行本店 | 1939年 | 山口県宇部市         |            |                | 現 旧宇部銀行館                                                                |
| 大阪商船あるぜんちな丸 | 1939年 |                      | 現存せず   |                |                                                                                |
| 大阪商船ぶら志゛る丸 | 1939年 |                      | 現存せず   |                |                                                                                |
| 橿原神宮駅舎 | 1940年 | 奈良県橿原市         |            |                | 現 橿原神宮前駅                                                                |
| 中山半邸 | 1940年 | 兵庫県神戸市         | 現存せず   |                |                                                                                |
| 中橋武一邸 | 1940年 | 大阪市天王寺区       | 現存せず   |                |                                                                                |
| 大阪商船報国丸 | 1940年 |                      | 現存せず   |                |                                                                                |
| 中林仁一郎邸 | 1941年 | 京都市東山区         | 現存せず   |                |                                                                                |
| 八幡製鉄所ロール加工工場 | 1941年 | 福岡県北九州市戸畑区 |            |                |                                                                                |
| 宇部窒素工業事務所 | 1942年 | 山口県宇部市         |            |                | 現・宇部興産宇部ケミカル工場事務所                                             |
| 村野自邸 | 1942年 | 兵庫県宝塚市         | 現存せず   |                |                                                                                |
| 大阪商船護国丸 | 1942年 |                      | 現存せず   |                |                                                                                |
| 海軍将校倶楽部 | 1943年 | 三重県鈴鹿市         | 現存せず   |                | 叡山ホテルを移築。その後志摩観光ホテル 東館（現・The Club）に再度移築          |
| そごう難波店 | 1946年 | 大阪市中央区         | 現存せず   |                |                                                                                |
| 牧野山の家 | 1946年 | 滋賀県高島市         | 現存せず   |                |                                                                                |
| 食品市場そごう阿倍野店 | 1947年 | 大阪市阿倍野区       | 現存せず   |                |                                                                                |
| 観光ホテル丸栄・丸栄ピカデリー劇場 | 1949年 | 愛知県名古屋市       | 現存せず   |                |                                                                                |
| 公楽会館 | 1949年 | 京都市下京区         | 現存せず   |                |                                                                                |
| 近畿映画アポロ劇場 | 1950年 | 大阪市阿倍野区       | 現存せず   |                | 跡地にアポロビルを建設                                                         |
| やまとやしき百貨店 | 1951年 | 兵庫県姫路市         | 現存せず   |                | ヤマトヤシキ姫路店、1951年―1975年                                              |
| 志摩観光ホテル | 1951年- | 三重県志摩市         |            |                | 東館1951年、西館1960年、本館1969年、 宴会棟1983年                              |
| 髙島屋東京店増築 | 1952年 | 東京都中央区         |            | 重要文化財     |                                                                                |
| 宇部興産中央研究所 | 1952年 | 山口県宇部市         |            |                |                                                                                |
| 丸栄本館増築 | 1953年 | 愛知県名古屋市       | 現存せず   |                | 2018年解体                                                                     |
| フジカワ画廊 | 1953年 | 大阪市中央区         |            |                | 現 フジカワビル                                                                |
| 南都銀行本店増築 | 1953年 | 奈良県奈良市         |            |                |                                                                                |
| 世界平和記念聖堂 | 1954年 | 広島市中区           |            | 重要文化財     |                                                                                |
| 関西大学 第一学舎・簡文館 | 1955年 | 大阪府吹田市         |            | 登録有形文化財 | 現 関西大学博物館                                                              |
| 八幡市立図書館 | 1955年 | 福岡県北九州市       | 現存せず   |                | 2016年解体                                                                     |
| ドウトン | 1955年 | 大阪市中央区         |            |                | 現コムラードドウトンビル                                                       |
| 心斎橋プランタン | 1956年 | 大阪市中央区         | 現存せず   |                |                                                                                |
| 神戸新聞会館 | 1956年 | 兵庫県神戸市         | 現存せず   |                | 阪神淡路大震災で倒壊                                                           |
| 富田屋 | 1957年 | 京都市右京区         |            |                | 当初の建設地の大阪市南区から移築された。現 湯豆腐 嵯峨野                       |
| 読売会館 | 1957年 | 東京都千代田区       |            |                | 現 ビックカメラ有楽町店本館                                                    |
| 東京丸物 | 1957年 | 東京都豊島区         |            |                | 現・池袋パルコ                                                                 |
| 新歌舞伎座 | 1958年 | 大阪市中央区         | 現存せず   |                | 2015年解体。跡地に意匠を継承させた複合施設 ホテルロイヤルクラシック大阪を建設  |
| 八幡市民会館 | 1958年 | 福岡県北九州市       |            |                |                                                                                |
| 米子市公会堂 | 1958年 | 鳥取県米子市         |            |                |                                                                                |
| 旧横浜市庁舎 | 1959年 | 神奈川県横浜市       |            |                |                                                                                |
| 佳水園 | 1959年 | 京都市東山区         |            |                | 現 ウェスティン都ホテル京都 和風別館                                           |
| 小倉市民会館 | 1959年 | 福岡県北九州市       | 現存せず   |                |                                                                                |
| 泉州銀行本店 | 1959年 | 大阪府岸和田市       |            |                | 現・池田泉州銀行泉州営業部                                                     |
| 高木産業ビル | 1959年 | 大阪市中央区         |            |                |                                                                                |
| 輸出繊維会館 | 1960年 | 大阪市中央区         |            |                |                                                                                |
| 都ホテル新館 | 1960年 | 京都市東山区         |            |                | 現・ウェスティン都ホテル京都・本館                                             |
| 港北区総合庁舎 | 1960年 | 神奈川県横浜市       |            |                | 現・横浜市立港北図書館                                                         |
| 尼崎市庁舎 | 1962年 | 兵庫県尼崎市         |            |                |                                                                                |
| 関西大学 特別講堂 | 1962年 | 大阪府吹田市         |            |                | 現・関西大学KUシンフォニーホール                                               |
| 早稲田大学文学部校舎 | 1962年 | 東京都新宿区         |            |                | 33号館は現存せず、31・32号館は現存                                             |
| 森田ビルディング | 1962年 | 大阪市中央区         |            |                |                                                                                |
| 新梅ヶ枝ビル | 1962年 | 大阪市北区           |            |                | 現・第一住建梅ヶ枝ビル                                                         |
| 日本生命日比谷ビル | 1963年 | 東京都千代田区       |            |                | 日生劇場                                                                       |
| 熊本市水道局 | 1963年 | 熊本県熊本市         | 現存せず   |                |                                                                                |
| 高知県知事公邸 | 1963年 | 高知県高知市         |            |                |                                                                                |
| 梅田換気塔 | 1963年 | 大阪市北区           |            |                |                                                                                |
| 横浜市立大学 | 1963年 | 神奈川県横浜市       |            |                |                                                                                |
| 名古屋都ホテル | 1963年 | 愛知県名古屋市       | 現存せず   |                |                                                                                |
| 関西大学円神館 | 1964年 | 大阪府吹田市         |            |                |                                                                                |
| 甲南女子大学 | 1964年 | 兵庫県神戸市         |            | 登録有形文化財 |                                                                                |
| 千里南センタービル | 1964年 | 大阪府吹田市         | 現存せず   |                |                                                                                |
| 佐伯勇邸 | 1964年 | 奈良県奈良市         |            |                | 現・松伯美術館の一部                                                           |
| 浪花組本社ビル | 1964年 | 大阪市中央区         |            |                |                                                                                |
| カトリック宝塚教会 | 1965年 | 兵庫県宝塚市         |            |                |                                                                                |
| 千代田生命保険本社ビル | 1966年 | 東京都目黒区         |            |                | 現・目黒区総合庁舎                                                             |
| 清原東京支店 | 1967年 | 東京都千代田区       |            |                |                                                                                |
| 大阪ビルヂング（八重洲口） | 1967年 | 東京都中央区         |            |                | 現・八重洲ダイビル                                                             |
| 甲南女子中学校・高等学校 | 1968年 | 兵庫県神戸市         |            | 登録有形文化財 |                                                                                |
| 桜井寺 | 1968年 | 奈良県五條市         |            |                |                                                                                |
| シトー会西宮の聖母修道院 （西宮トラピスチヌ修道院） | 1969年 | 兵庫県西宮市         |            |                |                                                                                |
| 近畿日本鉄道新本社ビル | 1969年 | 大阪市天王寺区       |            |                |                                                                                |
| 賢島駅駅舎 | 1970年 | 三重県志摩市         |            |                |                                                                                |
| 日本ルーテル神学大学 | 1970年 | 東京都三鷹市         |            |                | 現・ルーテル学院大学                                                           |
| 兵庫県立近代美術館 | 1970年 | 兵庫県神戸市         |            |                | 現・兵庫県立美術館 原田の森ギャラリー                                          |
| 帝国ホテル茶室 - 東光庵 | 1970年 | 東京都千代田区       |            |                |                                                                                |
| 箱根樹木園休息所 | 1971年 | 神奈川県箱根町       |            |                |                                                                                |
| 北九州八幡信用金庫本店 | 1971年 | 福岡県北九州市       |            |                | 現 福岡ひびき信用金庫本店                                                      |
| アポロビル | 1972年 | 大阪市阿倍野区       |            |                | 旧・アポロ劇場の建て替え                                                       |
| 高輪プリンスホテル貴賓館 改修 | 1972年 | 東京都港区           |            |                | 旧 竹田宮邸                                                                    |
| 迎賓館本館 改修 | 1974年 | 東京都港区           |            |                | 旧 赤坂離宮                                                                    |
| 日本興業銀行本店 | 1974年 | 東京都千代田区       | 現存せず   |                | みずほ銀行前本店ビル                                                           |
| 西山記念会館 | 1975年 | 兵庫県神戸市         | 現存せず   |                |                                                                                |
| 小諸市立小山敬三美術館 | 1975年 | 長野県小諸市         |            |                |                                                                                |
| 新・都ホテル | 1975年 | 京都市南区           |            |                | 現・都ホテル 京都八条本館                                                      |
| 麹町ダイビル | 1976年 | 東京都千代田区       |            |                |                                                                                |
| 常陸宮邸 | 1976年 | 東京都渋谷区         |            |                |                                                                                |
| 箱根プリンスホテル | 1978年 | 神奈川県箱根町       |            |                | 現・ザ・プリンス箱根芦ノ湖、2010年日本建築家協会25年賞                         |
| 千里市民センター | 1978年 | 大阪府吹田市         | 現存せず   |                |                                                                                |
| 都ホテル東京 | 1979年 | 東京都港区           |            |                | 現・シェラトン都ホテル東京（内装のみ）                                         |
| 松寿荘 | 1979年 | 東京都港区           | 現存せず   |                | 出光興産ゲストハウス                                                           |
| 八ヶ岳美術館 | 1979年 | 長野県原村           |            |                | 2010年日本建築家協会25年賞                                                     |
| 宝塚市庁舎 | 1980年 | 兵庫県宝塚市         |            |                |                                                                                |
| 南部ビルディング | 1980年 | 東京都千代田区       |            |                |                                                                                |
| 黒田電機名古屋支社 | 1981年 | 愛知県名古屋市       |            |                |                                                                                |
| 新高輪プリンスホテル | 1982年 | 東京都港区           |            |                | 現・グランドプリンスホテル新高輪                                               |
| 谷村美術館 | 1983年 | 新潟県糸魚川市       |            |                |                                                                                |
| 宇部興産ビル | 1983年 | 山口県宇部市         |            |                | ANAクラウンプラザホテル宇部                                                    |
| 内幸町大阪ビルヂング | 1983年 | 東京都千代田区       |            |                | 現・内幸町ダイビル                                                             |
| 都ホテル大阪 | 1985年 | 大阪市天王寺区       |            |                | 現・シェラトン都ホテル大阪                                                     |
| 京都宝ヶ池プリンスホテル | 1986年 | 京都市左京区         |            |                | 現・ザ・プリンス 京都宝ヶ池                                                    |
| 三養荘新館 | 1988年 | 静岡県伊豆の国市     |            |                |                                                                                |
| 天寿園 瞑想館 | 1988年 | 新潟県新潟市         |            |                |                                                                                |
| 阿部野橋ターミナルビル | 1988年 | 大阪市阿倍野区       | [ 注釈 3 ] |                |                                                                                |
| 横浜プリンスホテル | 1990年 | 神奈川県横浜市       | 現存せず   |                |                                                                                |

## 著作
- 『村野藤吾著作集』 全1巻、神子久忠編、鹿島出版会（新版）、2008年 - 元版は同朋舎、1991年
- 『様式の上にあれ 村野藤吾著作選』 鹿島出版会〈SD選書〉、2008年 - 上記より代表論文12編を抜粋
- 『村野藤吾　建築をつくる者の心』 大阪府「なにわ塾叢書」ブレーンセンター、2011年 - 元版は1981年10月（晩年の講演録）
- 『村野藤吾和風建築集』 新建築社、1978年 - 生前・没後とも同社で関連著作多く出版

## 関連文献
- 『村野藤吾建築案内』村野藤吾研究会編、TOTO出版、2009年 - 135作品を撮影掲載し、一部地図も付す。
- 『ある日の村野藤吾』村野敦子編、六耀社、2008年 - 編者は孫で写真家、作品を撮影、日記と手紙を収む。
- 『村野藤吾の建築 昭和・戦前』長谷川堯、鹿島出版会、2011年 - 戦前の代表作を、図面や写真を克明に読み解き、細部に至るまで検討した村野研究の集大成。
- 『匠たちの名旅館 平田雅哉・吉村順三・村野藤吾』 稲葉なおと（集英社インターナショナル、2013年）- 村野藤吾に設計を依頼した建築主たちを訪ね、人間像を浮き彫りにしたノンフィクション
- 『村野藤吾の建築　模型が語る豊饒な世界』（松隈洋監修、青幻舎、2015年）
- 『村野藤吾の住宅デザイン 図面資料に見るその世界』（国書刊行会、2013年）- 各・京都工芸繊維大学美術工芸資料館・村野藤吾の設計研究会編・松隈洋ほか監修
- 『村野藤吾のファサードデザイン 図面資料に見るその世界』（国書刊行会、2015年）
- 『村野藤吾とクライアント 「近鉄」の建築と図面資料』（国書刊行会 2017年）- 村野の一大クライアントであった近畿日本鉄道・近鉄グループが関係する建築物と図面を紹介している
- 『村野藤吾のリノベーション 図面資料に見るその作法と精神』（国書刊行会、2021年）
- 『村野藤吾と俵田明　革新の建築家と実業家』堀雅昭（弦書房、2021年）